# Фауља
Фауља (итал. Fauglia) је насеље у Италији у округу Пиза, региону Тоскана.
Према процени из 2011. у насељу је живело 1297 становника. Насеље се налази на надморској висини од 91 м.

## Становништво
Према резултатима пописа становништва 2011. у општини је живело 3.592 становника.
| 1936. | 1951. | 1961. | 1971. | 1981. | 1991. | 2001. | 2011. |
| ----- | ----- | ----- | ----- | ----- | ----- | ----- | ----- |
| 4.378 | 4.531 | 3.825 | 2.667 | 2.603 | 2.873 | 3.124 | 3.592 |